# HD 75289
HD 75289 — звезда в созвездии Парусов на расстоянии около 94 световых лет от нас. Вокруг звезды обращается планета и неподтверждённый красный карлик.

## Характеристики
Звезда принадлежит к классу жёлтых карликов главной последовательности, хотя её ранее относили к классу ярких гигантов и даже гипергигантов. Масса HD 75289 немного превышает солнечную, светимость равна 1,99 солнечной. Температура поверхности составляет около 6000 кельвинов. Возраст звезды оценивается в 5,6 миллиардов лет. Металличность звезды приблизительно равна 0,28 металличности Солнца.

### HD 75289 В
Согласно исследованиям американского астронома Джима Калера (англ. Jim Kaler), вокруг звезды обращается крупный объект — красный карлик — на расстоянии 620 а. е. Его масса составляет приблизительно 14 % массы Солнца, а собственная светимость равна 0,0005 солнечной. С планеты, обращающейся возле HD 75289, этот красный карлик будет виден как Венера с Земли.

## Планетная система
В 1999 году американскими астрономами была открыта планета HD 75289 b, т.н. «горячий юпитер». Её масса приблизительно равна половине массы Юпитера. Обращается планета на расстоянии 0,04 а. е. от родительской звезды. Скорость движения планеты огромна: полный оборот вокруг звезды она совершает за трое с половиной суток. Близкое расстояние к звезде позволяет предполагать нестабильную атмосферу планеты и возникновение «факела» (как, например, и у 51 Пегаса b) — распыление солнечным ветром верхних слоёв атмосферы.

## Ближайшее окружение звезды
Следующие звёздные системы находятся на расстоянии в пределах 20 световых лет от HD 75289:
| Звезда     | Спектральный класс | Расстояние, св. лет |
| CD-42 4577 | G5 V               | 4,3                 |
| HR 3421    | G1-4 V-IV          | 6,3                 |
| CD-39 4247 | G6-8 III           | 8,8                 |
| q Кормы    | A4-7 IIIm          | 12                  |
| CD-48 4069 | G8 V               | 14                  |
| CD-48 4446 | K2-3 V-IV          | 15                  |
| CD-34 4160 | G6 V               | 20                  |
| CD-51 2914 | G1 V               | 20                  |